# Friedrich von Kühlwetter (Jurist, 1809)

Friedrich Kühlwetter

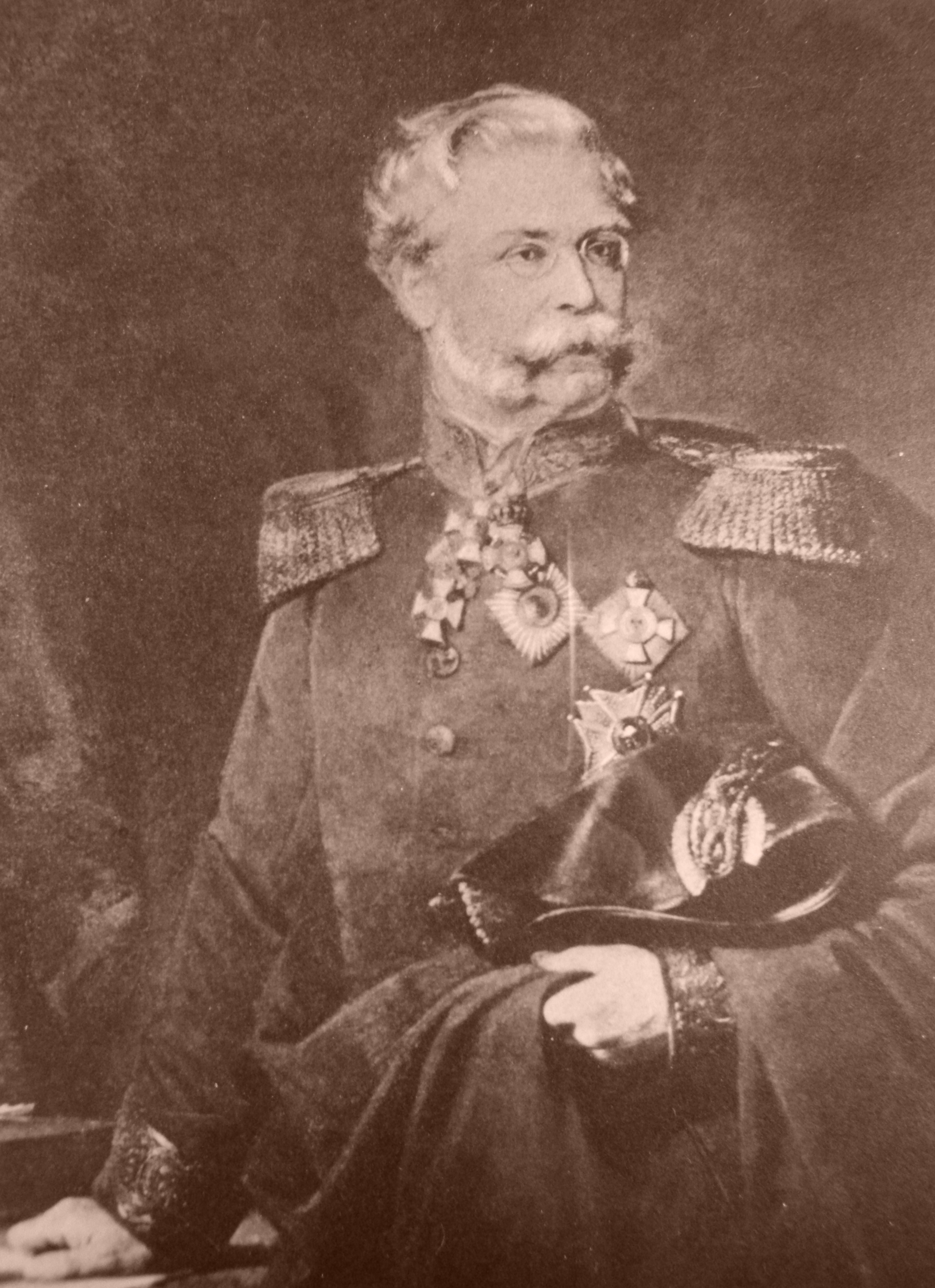
Friedrich von Kühlwetter

Friedrich Christian Hubert Kühlwetter, seit 1866 von Kühlwetter, (* 17. April 1809 in Düsseldorf; † 2. Dezember 1882 in Münster) war ein deutscher Verwaltungsjurist und preußischer Beamter, der zuletzt als Oberpräsident der Provinz Westfalen wirkte.

## Leben und Wirken
Kühlwetters Vater, Johann Heinrich Josef Kühlwetter (* 14. Oktober 1757; † 5. Mai 1835), studierte in Heidelberg, er wurde 1784 zum Amtsverwalter und Richter ernannt, bevor er 1787 mit dem Landessekretariat im Großherzogtum Berg betraut wurde. In der schwierigen Zeit der napoleonischen Besatzung erwarb er sich die Benennung als „getreuer Eckart des bergischen Landes“ (cf. Niehues 1883). Zu seinen Söhnen zählte Eduard Kühlwetter.
Der älteste Sohn Friedrich studierte Rechts- und Staatswissenschaften an der Ruprecht-Karls-Universität Heidelberg und an der Rheinischen Friedrich-Wilhelms-Universität Bonn. Während seines Studiums wurde er 1826 Mitglied der Alten Bonner Burschenschaft. Im Jahr 1830 trat er in den Staatsdienst als Auskultator beim Hofgericht Arnsberg ein. Im Jahr 1832 wurde er Gerichtsreferendar und 1835 Gerichtsassessor in Düsseldorf. Er reüssierte dort mit einer Abhandlung zum Arnsberger Statutarrecht. Anschließend war er dort von 1836 bis 1845 Staatsprokurator beim Landgericht. Zwischen 1842 und 1848 arbeitete Kühlwetter als Verwaltungsdirektor der Düsseldorf-Elberfelder Eisenbahngesellschaft.
Politisch war Kühlwetter ein Vertreter des rheinischen Liberalismus. Im Jahr 1847 war er Mitglied des Vereinigten Landtages. Ein Jahr später wurde Kühlwetter zum Mitglied der Preußischen Nationalversammlung und zum stellvertretenden Mitglied der deutschen Nationalversammlung gewählt. Im Kabinett Hansemann-Auerswald war er vom 25. Juli bis 28. September 1848 Innenminister. Im Berliner Parlament vertrat er gemäßigt liberale Ansichten und gehörte nach seinem Rücktritt als Minister der Fraktion der Rechten an.

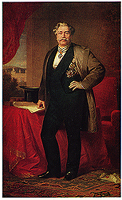
Friedrich von Kühlwetter, Gemälde von Franz Reiff, 1870

Kühlwetter war anschließend bis 1866 Regierungspräsident in Aachen, wo 1929 wegen seiner maßgeblichen Unterstützung und Förderung der Errichtung des Aachener Polytechnikums eine Straße nach ihm benannt wurde. Durch die Vertretung des Regierungskurses machte er sich dort allerdings trotz seiner rheinischen und katholischen Herkunft unbeliebt. Zwischen 1849 und 1850 war er Mitglied der ersten Kammer des preußischen Landtags.
Im Jahr 1866 wurde er in den Adelsstand erhoben und im selben Jahr als Regierungspräsident nach Düsseldorf versetzt. Dort erwarb er sich durch eifrige Fürsorge für Kunst und Wissenschaft allgemeine Anerkennung. 1870 erhielt er den Posten eines Zivilgouverneurs im besetzten Gebiet von Elsaß-Lothringen mit Sitz in Straßburg unter General Friedrich Alexander von Bismarck-Bohlen.
Anschließend wurde er im September 1871 zum Oberpräsidenten der Provinz Westfalen befördert, wo seine Stellung durch den Beginn des Kulturkampfs schwierig wurde. Kühlwetter vertrat mit Entschiedenheit die Rechte des Staats und bemühte sich, namentlich durch Berufung freisinniger Lehrer an die Westfälische Wilhelms-Universität Münster, den Einfluss der Deutschen Zentrumspartei auf die katholische Bevölkerung von Westfalen zu vermindern – er sprach davon, sie von der Herrschaft des Ultramontanismus zu befreien.
Er wurde daher von der klerikalen Partei auf das heftigste angefeindet. Trotzdem sind seine Verdienste um den Ausbau der Universität Münster sowie als Gründungsmitglied des Provinzialvereins für Wissenschaft und Kunst unbestritten. Kühlwetter starb am 2. Dezember 1882 in Münster. Ein Porträt von Friedrich Kühlwetter, gemalt von Franz Reiff, befindet sich im Besitz der Technischen Hochschule Aachen.
Er heiratete am 23. Juni 1835 Therese Thüsing, mit der er fünf Kinder hatte. Der älteste Sohn Friedrich von Kühlwetter (1836–1904) war Landrat im Landkreis Bernkastel und im Landkreis Düsseldorf. Dessen ältester Sohn Friedrich von Kühlwetter (1865–1931) war kaiserlicher Konteradmiral und von 1914 bis 1917 Oberbefehlshaber am Bosporus mit dem Titel eines Türkischen Pascha.